# Dieu que c'est beau
Singles de Daniel Balavoine
Les petits lolos
(1983) L'Aziza
(1985)

Dieu que c'est beau est une chanson écrite, composée et interprétée par Daniel Balavoine en 1984, parue uniquement en 45 tours. La même année, il l’interprète au Palais des Sports.
Il s'agit du premier single de l'artiste à être classé au Top 50.

## Le 45 tours
Cette chanson n'a été éditée qu'en simple, sous le format d'un 45 tours, en face A. Elle ne figure donc pas dans un album de Daniel Balavoine sauf l'album live au Palais des Sports. La version instrumentale de cette chanson intitulée La Muraille pouvait être écoutée sur la face B.
On peut lire sur la pochette du disque : « Merci à Frida et Kirsty pour leur talent et leur gentillesse ». En effet, Frida, chanteuse du groupe ABBA, et Kirsty McColl ont prêté leur voix aux chœurs de la chanson.

## Thème de la chanson
Cette chanson a été écrite l'année de la naissance du fils de Daniel Balavoine. Elle célèbre la beauté de la venue au monde d'un enfant et du surgissement de la vie. Elle rend hommage aux femmes et contient de multiples allusions à la Genèse en évoquant Ève et le Serpent.
Le chœur répète à de multiples reprises haya qui, en hébreu, est un verbe signifiant « vivre » et auquel renvoie le prénom Ève. Ce dernier, en hébreu hawwâh, signifie « vie, source de vie » et est une ancienne forme de Hayyâh, « vivante ».

## Sortie et accueil
Sorti uniquement en 45 tours le 19 juin 1984, Dieu que c'est beau entre pour la première fois dans les classements de meilleures ventes de singles de l'IFOP la semaine du 20 au 26 août 1984 à la 74e place, pour y rester durant dix semaines jusqu'au 28 octobre 1984. Le single parvient à monter jusqu'à la 28e place après sept semaines de présence. 
Le 4 novembre 1984 voit la création du Top 50, qui devient le classement officiel des ventes de singles, faisant la transition avec les précédents classements de l'IFOP, ce qui permet à Dieu que c'est beau, alors en fin de parcours, d'entrer dans le classement à la 47e place pour une seule semaine, devenant le premier des trois singles de Daniel Balavoine à intégrer le Top 50.

## Crédits
- Daniel Balavoine – claviers
- Christian Padovan – basse
- Joe Hammer – batterie
- Yves Chouard – guitare
- Hervé Limeretz – synthétiseurs

## Classements hebdomadaires
| Classement (1984) | Meilleure place |
| ----------------- | --------------- |
| France (IFOP)     | 28              |

| Classement (1984) | Meilleure place |
| ----------------- | --------------- |
| France (SNEP)     | 47              |

## Reprises
Cette chanson a fait l'objet de plusieurs reprises :
- Jeanne Mas en 1998 (album Ils chantent Daniel Balavoine, éd. Atlas),
- Marc Lavoine en 2000 (album Balavoine Hommages, éd. Barclay),
- Star Academy 5 en 2005 (album Star Academy 5 chante Daniel Balavoine, éd. Mercury),
- Liane Foly en 2006,
- Tina Arena dans une émission hommage de TF1 le 14 janvier 2006,
- Les Enfoirés (Hélène Segara, Michael Jones, Liane Foly, Pascal Obispo, Maurane, Patrick Fiori) en 2010 (album 2010 Les Enfoirés - La crise de nerfs).
- Sofia Essaïdi dans une émission hommage de TF1 le 17 juin 2011.

## Éditions
- Le titre figure aussi sur les disques compilations L'Essentiel (1995), Balavoine sans frontières (2005) et Balavoine: 30e anniversaire (2015).